# Nova Esperança do Sudoeste
Nova Esperança do Sudoeste là một đô thị thuộc bang Paraná, Brasil. Đô thị này có diện tích 208,472 km², dân số năm 2007 là 5334 người, mật độ 24,7 người/km².